# Agnes Jama

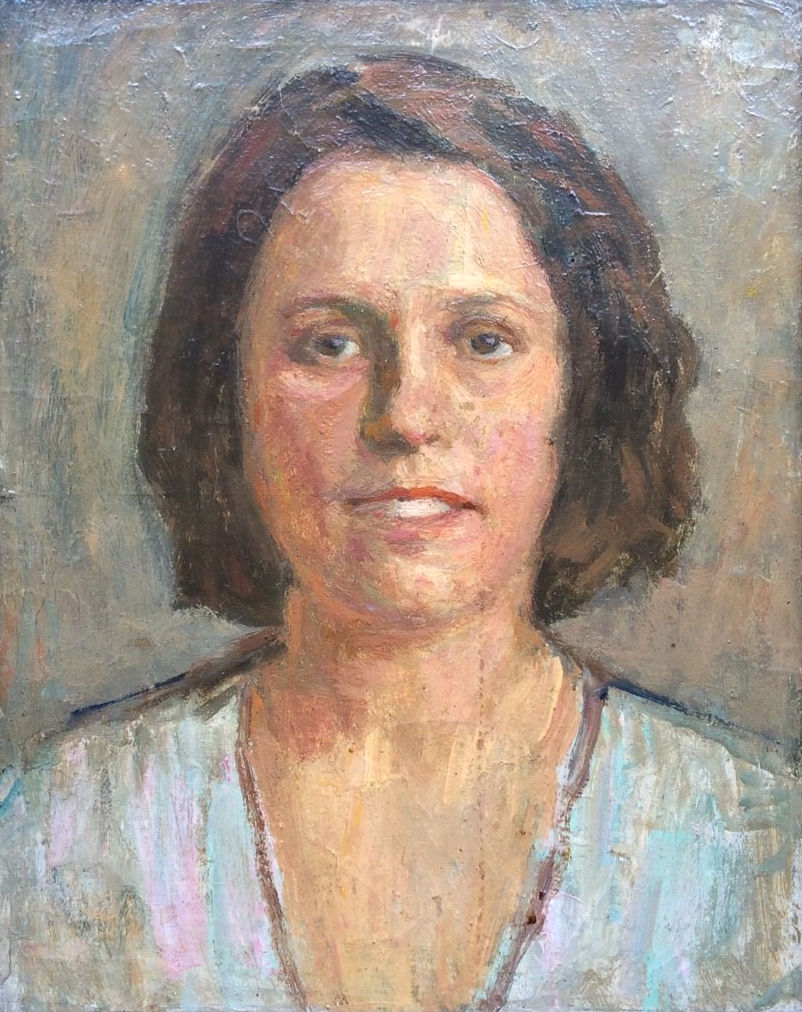
Porträt von Agnes Jama, gemalt von ihrem Vater

Agnes Jama (* 11. Juni 1911 in Dürnstein, Österreich; † 27. September 1993 in Den Haag) war eine niederländische Pianistin und Komponistin.

## Biographie
Agnes Jama war das jüngste von drei Kindern einer Künstlerfamilie: Ihre Mutter war die in Batavia geborene Malerin Louise van Raders (1871–1946), ihr Vater der Slowene Matija Jama aus Laibach, dem heutigen Ljubljana. Die Eltern hatten sich an einer Malakademie in München kennengelernt und dort 1902 geheiratet. Mit ihrem Bruder Matthias (1902–1916) und ihrer Schwester Madeleine (1904–1973) wuchs sie bis zum Alter von vier Jahren in der österreichischen Kleinstadt Dürnstein auf.
Im Dezember 1915 zog die Familie wegen des Ersten Weltkriegs nach Den Haag in den Niederlanden, wo die Familie der Mutter lebte. Im Jahr darauf starb Agnes Jamas Bruder Matthias im Alter von 13 Jahren. 1920 eröffneten die Eltern eine Pension in der Hoffnung, betuchte Gäste anzulocken und ihnen Bilder zu verkaufen. Agnes Jama erhielt Klavierunterricht und erwies sich als talentiert. Als Zehnjährige komponierte sie ihr erstes Lied. Als sie elf Jahre alt war, trennten sich die Eltern, und ihr Vater kehrte in sein Heimatland zurück; der Kontakt zwischen Vater und Tochter blieb bestehen.
Nachdem Agnes Jama 1928 die Schule abgeschlossen hatte, erhielt sie bei Bernhard van den Sigtenhorst Meyer eine Klavier- und Kompositionsausbildung. Vermutlich 1931 legte sie vor der Koninklijke Nederlandsche Toonkunstenaarsvereeniging ihre Klavierprüfung ab. In den 1930er Jahren arbeitete Jama oft als  accompagnatrice (Begleiterin) in Ensembles oder trat allein auf. So begleitete sie den ungarischen Cellisten Tibor de Machula, oftmals spielte sie auch für einen guten Zweck. Zusätzlich führte sie ihre Studien fort, erwarb 1935 ihr Klavierdiplom und nahm – nachdem sie von ihrer Tante geerbt hatte – in London Unterricht bei Franz Osborn. Auch engagierte sie sich in Frauenfragen und war Mitglied im Nederlandsche Bond van Vrouwen in Bedrijf en Beroep (Niederländischer Verband der Frauen in Wirtschaft und Beruf) und in der Nederlandsche Vereeniging voor Vrouwenbelangen en Gelijk Staatsburger (Niederländischer Verband für Fraueninteressen und gleichberechtigte Staatsbürgerschaft).
Im Dezember 1940 hatte Agnes Jama ihr „Debütantenkonzert“ im Gemeentemuseum von Den Haag, das sich die Förderung von jungen Talenten zum Ziel gesetzt hatte; die Kritiken waren überwiegend positiv. Sie gab Klavierunterricht und arbeitete an ihren Kompositionen. Ihre Drie impressies wurden 1941 und 1942 von dem Pianisten Theo van der Pas gespielt; sie selbst spielte die Stücke auch im Rundfunk. Zu dieser Zeit erhielt sie bei Henk Badings, dem Leiter des Königlichen Konservatoriums in Den Haag, Kompositionsunterricht. Ihre Musik stand unter dem Einfluss von Balkanmusik sowie von Komponisten wie Debussy und Bartók.
Im Mai 1944 heiratete Agnes Jama ihren Bekannten Freek van Wel, die Ehe wurde nach wenigen Monaten geschieden. Jama, inzwischen schwanger, zog zu ihrer Mutter. Dort war seit Dezember 1944 der jüdische künstlerische Leiter des Residentie Orkest Hans Citroen untergetaucht, mit dem Agnes Jama eine Liebesbeziehung einging. Nach der Geburt ihres Sohnes Peter (aus ihrer Ehe mit van Wel) im Februar 1945 erkrankte die durch den Hongerwinter geschwächte Jama an Tuberkulose. Sie kam für einige Monate in ein Krankenhaus, ihr Sohn vorübergehend in ein Kinderheim. Nach ihrer Genesung zog Jama mit Peter in eine verfallene Villa, in der zu dieser Zeit mehrere Künstler und Lehrer der Königlichen Akademie wohnten und in die inzwischen auch Hans Citroen eingezogen war. Agnes Jama und Citroen heirateten Ende 1945/Anfang 1946 und bekamen einen Sohn namens Hans (1947) und die Tochter Soesja (1948), die später selbst Jazz-Sängerin und Komponistin wurde. Der Vater von Citroen, Hans (eigentlich Hartog), wurde mit dem letzten Transport am 3. September 1944 von Westerbork nach Auschwitz deportiert und überlebte das Kriegsende.
Im Oktober 1952 gewann Agnes Jama den Förderpreis der Johan-Wagenaar-Stiftung für ihre Suite für Violine und Klavier. Sie widmete das Stück dem Geiger Theo Olof, der es im Januar 1953 uraufführte. Nachdem ihre Ehe mit Citroen 1953 gescheitert war, musste sie ihre drei Kinder allein aufziehen. Ihr Geld verdiente sie hauptsächlich mit Klavierunterricht. Ihre Tochter erinnerte sich später: „Als alleinerziehende Mutter bestand das Leben daraus, auf dem Weg zu den Klavierschülern viel durch den Regen zu radeln und wenig zu komponieren. Wir lebten arm, umgeben von teuren Erbstücken.“
In den 1960er Jahren besuchte Agnes Jama einen Kurs bei dem Komponisten Ton de Leeuw, der am Conservatorium van Amsterdam Komposition und elektronische Musik unterrichtete. 1971 komponierte sie das experimentelle Stück Vocatio für Mezzosopran, Klarinette und Klavier. Als ihre Schwester Madeleine 1973 starb, erbte Agnes Jama deren historisches Häuschen in Ljubljana. Dort verbrachte sie von nun an oftmals Ferien und lernte Slowenisch. Da sie selbst kleine Hände hatte und ihr Spiel optimieren wollte, studierte sie intensiv Technik und Physiologie des Klavierspiels und veröffentlichte 1989 das Buch Actie, reactie en ontspanning voor veerkrachtig en soepel pianospel (Aktion, Reaktion und Entspannung für federndes und geschmeidiges Klavierspiel). Agnes Jama starb am 27. September 1993 im Alter von 82 Jahren.

## Diverses
Im Jahr 2008 erschien eine CD des Pianisten Marcel Worms mit Kompositionen von Jama. 2010 wurde ihr ein Konzert im Slowenischen Nationalmuseum in Ljubljana gewidmet, wo auch Gemälde ihres Vaters ausgestellt sind. 2017 wurde ihre Suite für Violine und Klavier anlässlich des 70-jährigen Jubiläums der Johan-Wagenaar-Stiftung aufgeführt; Jama war bis 2015 die einzige Komponistin, die einen Preis der Stiftung erhielt. Die international renommierte Flötistin Eleonore Pameijer, Vorsitzende der Stichting Vrouw en Muziek (Stiftung Frau und Musik), zählt Agnes Jama zu den wichtigsten niederländischen Komponistinnen.

## Werke
- Sonatine für Klavier, 1942.
- Suite für Violine und Klavier, 1952.
- Drei Lieder für Stimme und Klavier nach Gedichten von Jil de la Rie, 1953.
- Cellosonate, ca. 1957.
- Vocatio für Mezzosopran, Klarinette und Klavier, 1971.
- The Complete Musical Works of Agnes Jama (CD), 2008.